# أيسر أسباير 1

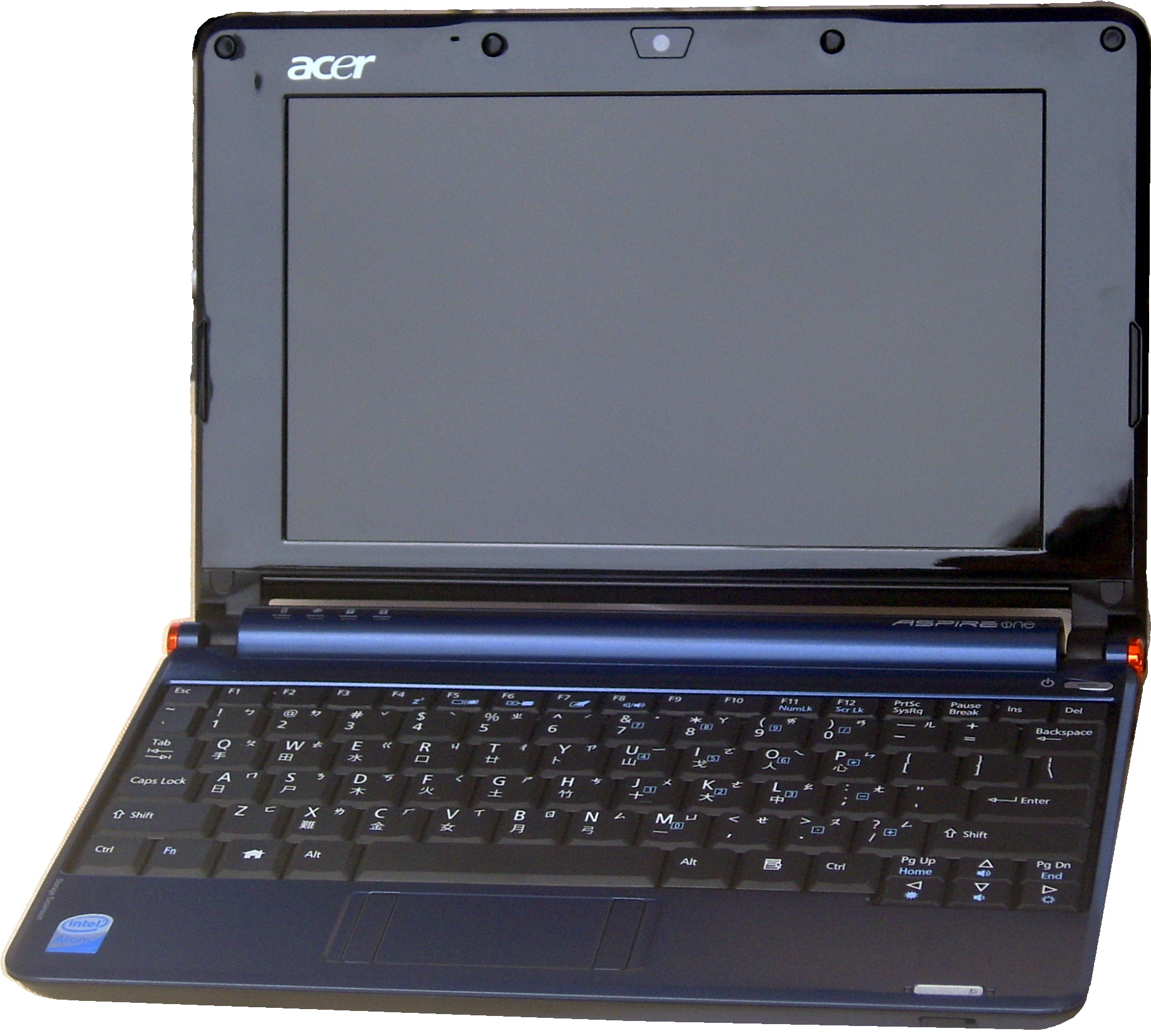

أيسر أسباير 1 هو جهاز حاسوب محمول من إنتاج شركة إيسر.